# Édouard Hugon
Édouard Hugon (Lafarre, 25 de agosto de 1867 - Roma, 7 de fevereiro de 1929) foi padre católico francês, religioso dominicano, filósofo e teólogo tomista tido em alta estima pela Santa Sé. De 1909 a 1929, foi professor no Pontificium Collegium Internationale Angelicum, a futura Universidade Pontifícia Santo Tomás de Aquino. Hugon é também autor reconhecido de manuais de teologia e de filosofia pertencentes à escola do tomismo tradicional.

## Infância
Florentin-Louis Hugon nasceu em 25 de agosto de 1867 em Lafarre (Haute-Loire), pequena cidade montanhosa da diocese de Puy-en-Velay. Era o maior velho de uma família de treze crianças, cujos pais, Florentin e Philomène, eram piedosos camponeses.

## Sua obra
No período de 1904 a 1907 publicou Cursus philosophiae thomisticae ad mentem S. Thomae Aquinatis, em seis volumes.
Sua obra teológica se apresenta sob dois aspectos:
Por um lado, um manual em três volumes, o Tractatus dogmatici ad modum commentarii in praecipuas quaestiones dogmaticas Summae theologicae divi Thomae Aquinatis, um dos melhores manuais tomistas da época, de mesmo espírito que o manual de filosofia.
Por outro lado, uma série de monografias em língua francesa, propondo um resumo agradável do pensamento de Tomás de Aquino, bem recebidas entre o clero e os fieis cultivados.
Enfim, produziu alguns opúsculo como "A mãe da Graça" em 1904 ou La Vierge Prêtre en 1911.
A partir de 1897, R. P. Hugon foi um colaborador assíduo da Revue thomiste, apenas quatro anos após sua fundação. Posteriormente, ele reuniu alguns de seus artigos em dois livros: les Réponses théologiques à quelques questions d'actualité sur le modernisme (As Respostas Teológicas a Algumas Questões Tópicas sobre o Modernismo) em 1908 e Études sociales et psychologiques, ascétiques et mystiques (Estudos Sociais e Psicológicos, Ascéticos e Místicos) em 1924.